# الصين في الألعاب الأولمبية الصيفية 2012
شاركت الصين في الألعاب الأولمبية الصيفية 2012 بلندن في المملكة المتحدة، في الفترة من 27 يوليو - 12 أغسطس 2012.